# إيمون أوكين
إيمون أوكين (بالإنجليزية: Eamonn O'Kane) مواليد 18 مارس 1982 في مقاطعة لندنديري، أيرلندا الشمالية، هو ملاكم محترف أيرلندي يصنف ضمن فئة الوزن المتوسط بدأ مسيرته الاحترافية سنة 2011 حيث انتصر في نزاله الأول. حقق الميدالية الذهبية في دورة ألعاب الكومنولث 2010.

## المسيرة الاحترافية
من نزالاته:
- انتصر على ألفارو جاونا بالضربة القاضية (04-04-2014).

## إحصائيات
خاض خلال مسيرته 17 نزالا، فاز في 14 وتعادل في 1 وخسر في 2. فاز بالضربة القاضية في 5 نزالات.

## الميداليات
| الميدالية | المسابقة                  |
| --------- | ------------------------- |
| ذهبية     | دورة ألعاب الكومنولث 2010 |

## روابط خارجية
- إيمون أوكين على موقع بوكس ريك (الإنجليزية) (registration required)